# 535 Montague
535 Montague
535 Montague là một tiểu hành tinh ở vành đai chính. Nó được Raymond Smith Dugan phát hiện ngày 7.5.1904 ở Heidelberg, và được đặt theo tên thành phố Montague, tiểu bang Massachusetts,(Hoa Kỳ), nơi sinh của Dugan.